# Obszkaja–Bovanyenkovo–Karszkaja-vasútvonal

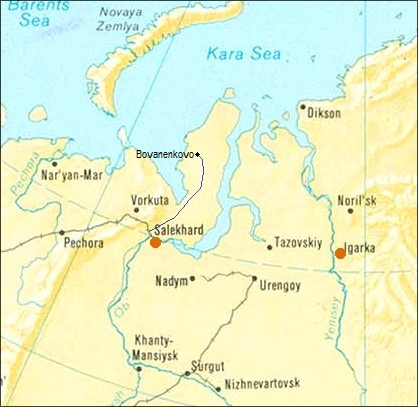
A vasútvonal térképen (sötétkék színnel

Az Obszkaja–Bovanyenkovo–Karszkaja-vasútvonal (oroszul: Железнодорожная линия Обская – Бованенково – Карская) a Gazprom tulajdonában álló észak-déli irányú vasútvonal Oroszország ázsia részén, Északnyugat-Szibériában, Jamali Nyenyecföldön, a Jamal-félszigeten. 
A világ legészakibb működő vasútvonalának tartják (2020-ban). Üzemeltetője a Gazprom egyik leányvállalata, a Gazpromtransz. Általános személyforgalomban nem használható.

## Története
A vasútvonal építése a szovjet korszakban, 1986-ban kezdődött, de az 1990-es években félbeszakadt. A 2000-es években az építkezést felújították, és 2006-ban az első 267 km-es szakaszon megkezdődött az áruszállítás (Hralov állomásig). A legjelentősebb műtárgy a Juribej folyón és árterén átívelő 3,9 km-es vasúti híd, melyet 2009 őszén adtak át a forgalomnak. A rendszeres áruszállítás a teljes vonalon 2011-ben indult meg.

## Ismertetése

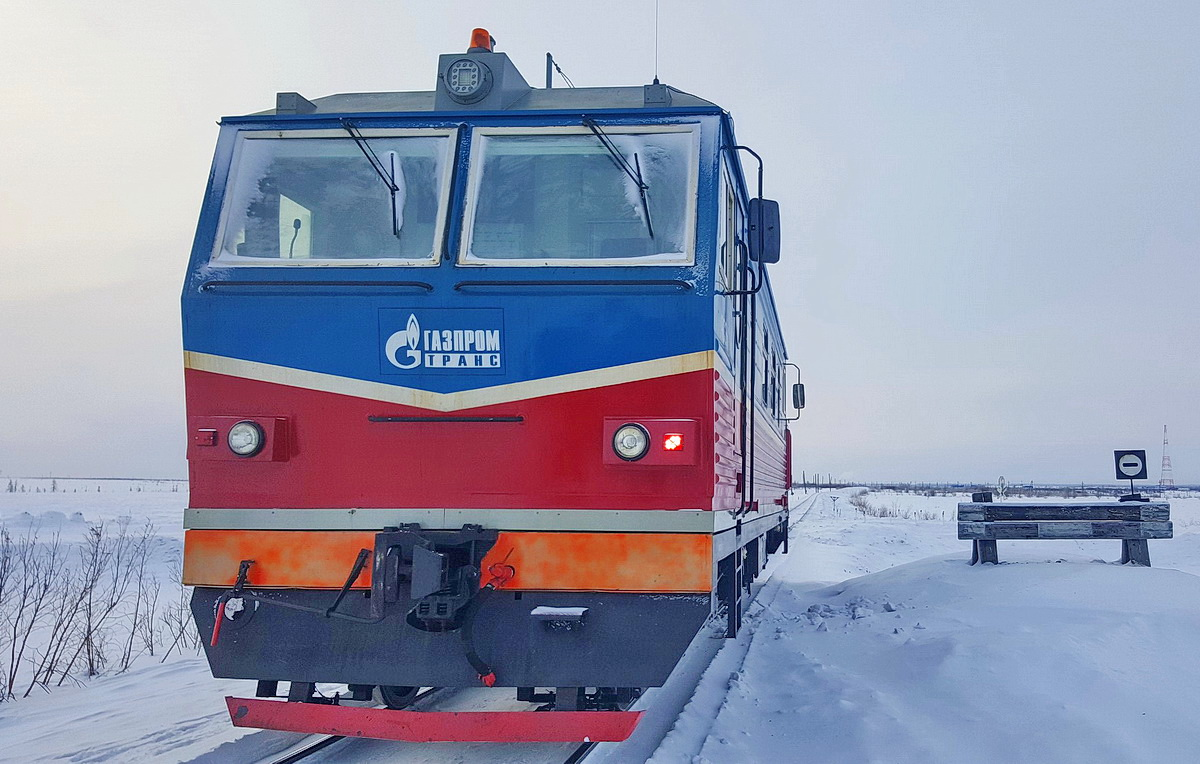

A vasútvonal a Gazprom „Jamal” elnevezésű projektjének fontos része. Ez az egyetlen egész éven át folyamatosan működtethető szállítási útvonal, mely lehetővé teszi a munkások és az áruk biztonságos eljuttatását a zord éghajlatú Jamal-félsziget földgáz- és olajlelőhelyeire, köztük a már termelő bovanyenkovói szénhidrogénmezőre. Ez a vonal szolgál a gázkondenzátum elszállítására is a gázmezőről, továbbá lehetőséget teremt a térségben további olaj- és gázipari létesítmények építésére.
Az egyvágányú vasúti pálya teljes hossza 572 km. Délen a Labitnangi melletti Obszkaja állomásról indul (0 km) (Labitnangi Szaleharddal szemben, az Ob túlsó partján fekszik). A Bovanyenkovo állomásig vezető rész 525 km hosszú. A vasútvonal további 47 km-es szakasza a félsziget északnyugati partvidékéhez vezet (Karszkaja állomás). Az ahhoz „közeli” haraszaveji gázmező kitermelését várhatóan 2023-ban kezdik meg.